# 訃報 1981年4月
訃報 1981年4月（ふほう 1981ねん4がつ）では、1981年（昭和56年）4月中に物故した、又は物故が報じられた人物についてまとめる。

## （1日 - 15日）

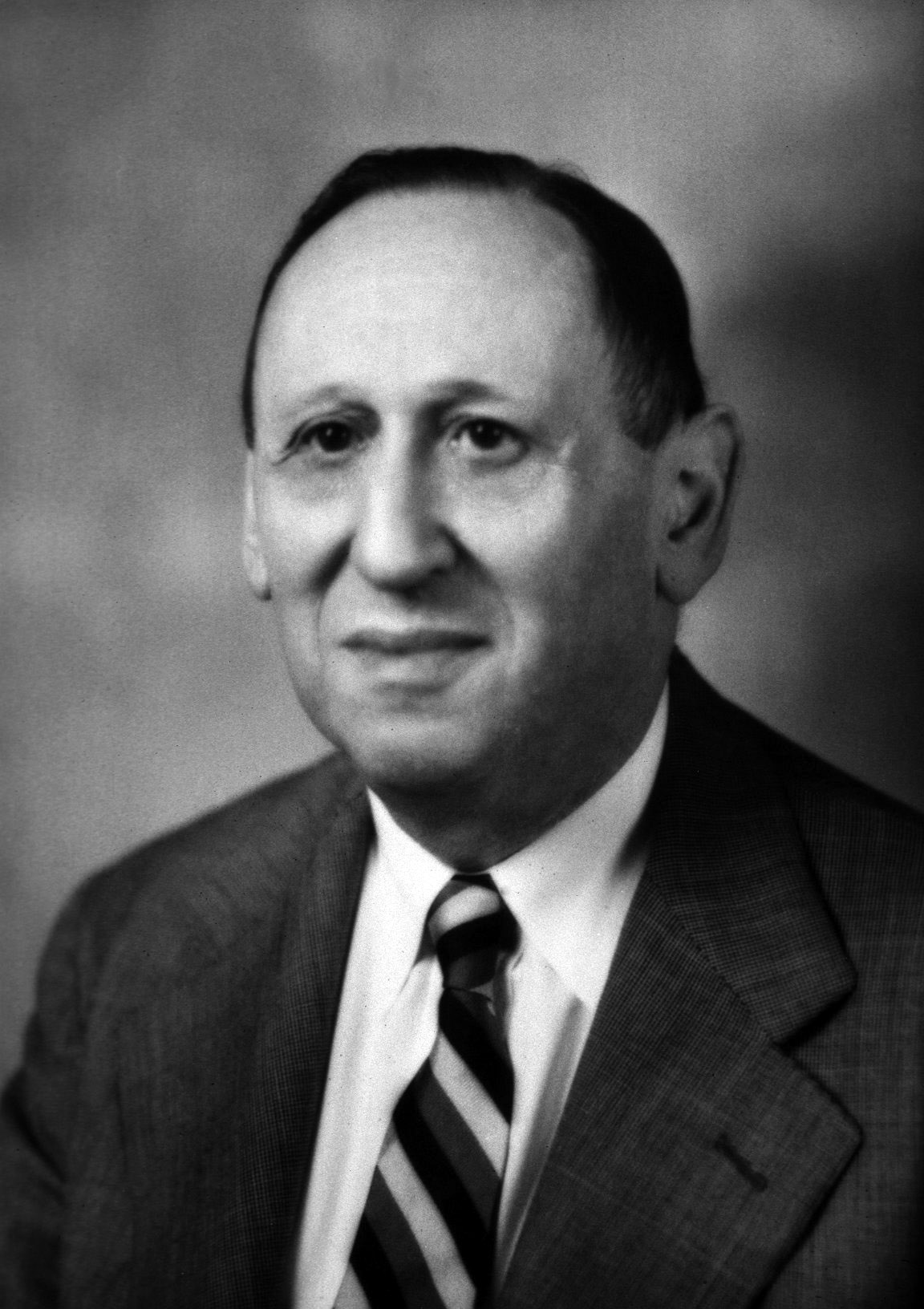
レオ・カナー／4月3日没

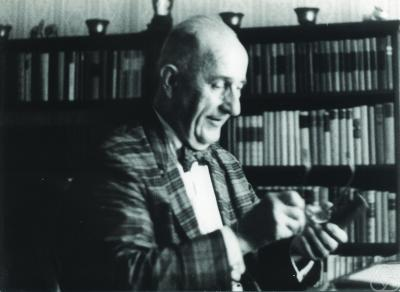
カール・ジーゲル／4月3日没

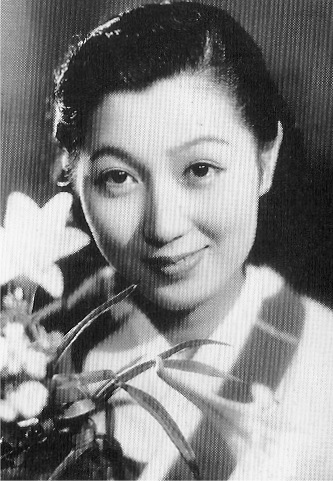
水戸光子／4月5日没

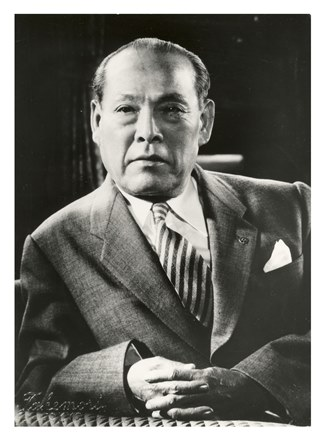
犬丸徹三／4月9日没

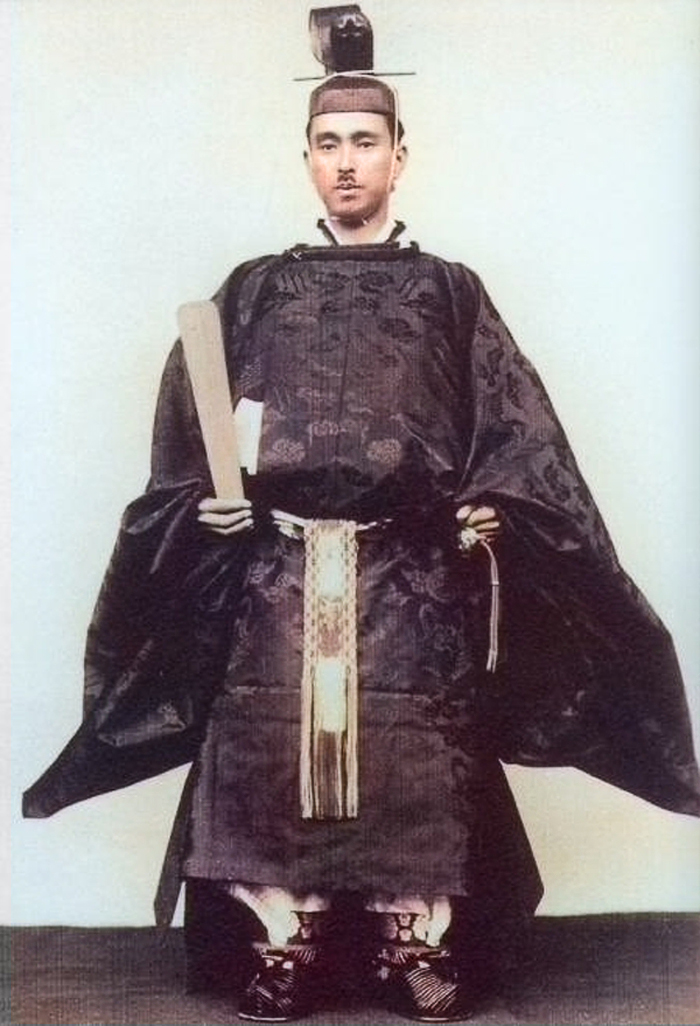
朝香鳩彦／4月12日没

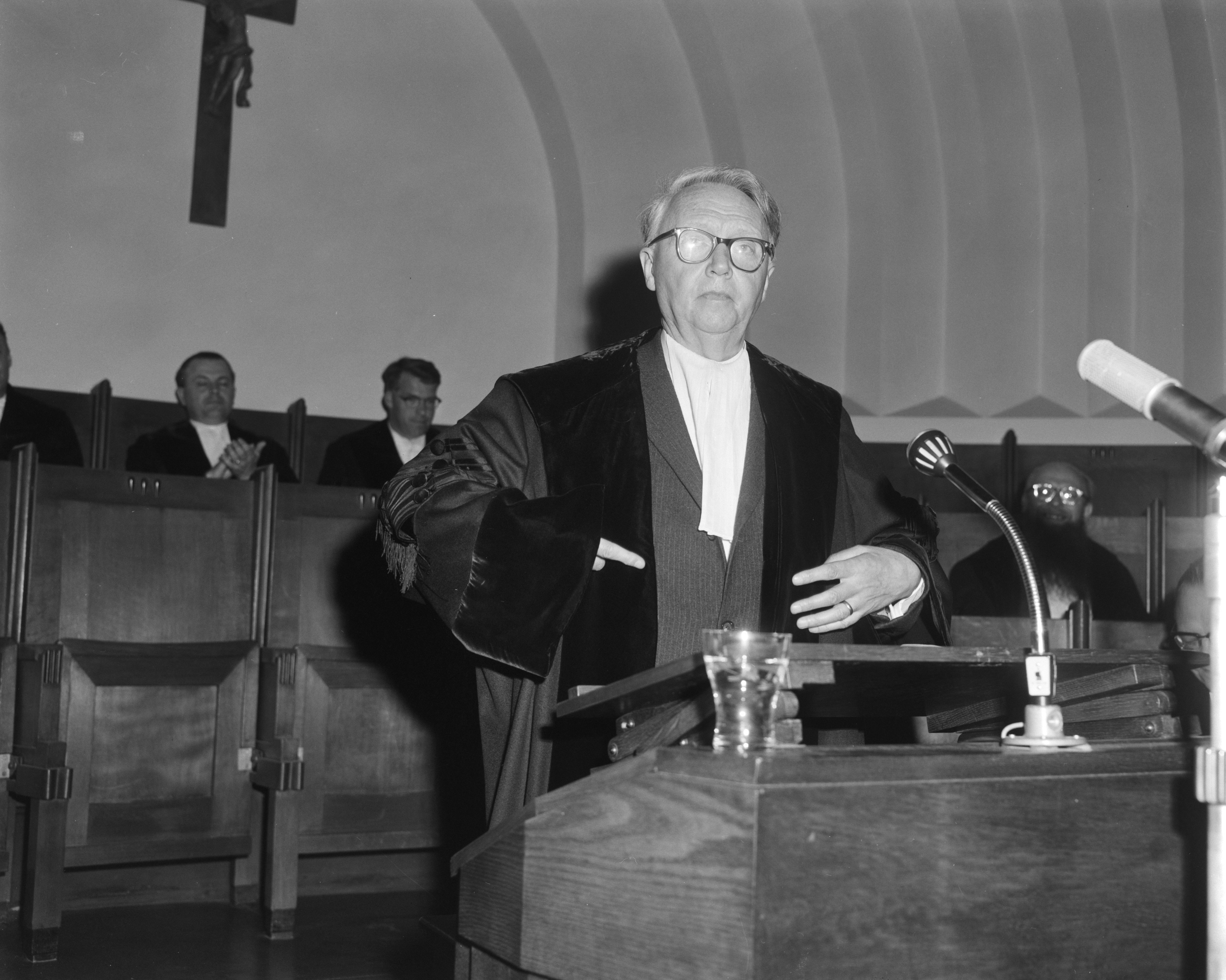
ヘンドリク・アンドリーセン／4月12日没

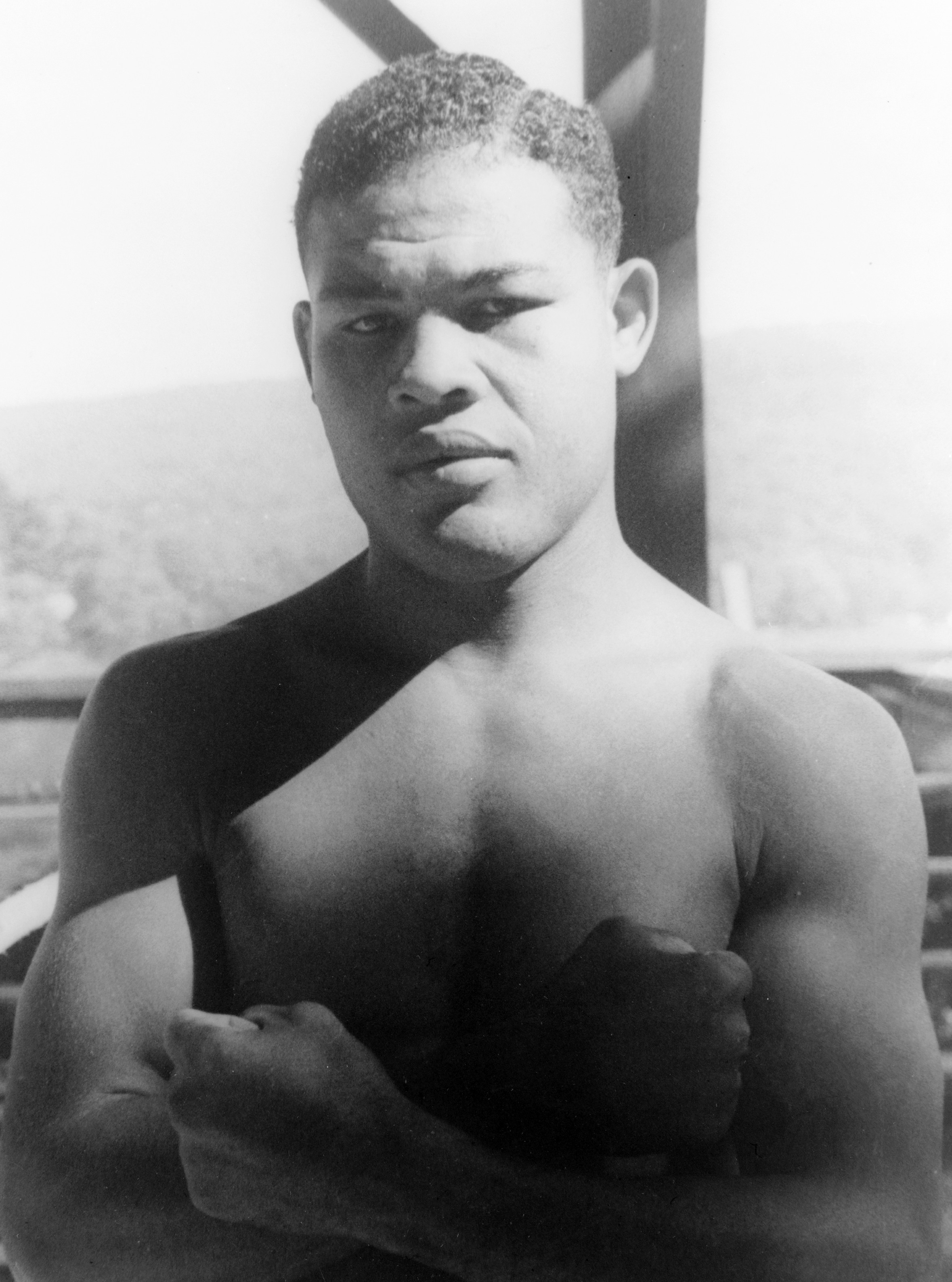
ジョー・ルイス／4月12日没

ウィリアム・ヘンリー・ヴァンダービルト3世／4月14日没

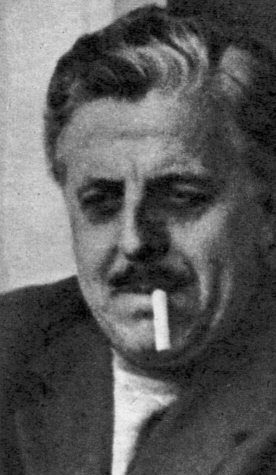
セルジオ・アミデイ／4月14日没

- 4月3日 - レオ・カナー、アメリカ合衆国の精神科医（* 1894年）
- 4月4日 - カール・ジーゲル、ドイツの数学者（* 1896年）
- 4月5日 - 水戸光子、日本の女優（* 1919年）
- 4月7日 - ノーマン・タウログ、アメリカ合衆国の映画監督（* 1899年）
- 4月9日 - 犬丸徹三、日本の実業家、元帝国ホテル代表取締役社長・元日本ホテル協会会長（* 1887年）
- 4月10日 - 岡田益吉[要出典]、日本のジャーナリスト（* 1899年）
- 4月10日 - 石川光男、日本の児童文学作家（* 1918年）
- 4月12日 - 朝香鳩彦、日本の皇族（* 1887年）
- 4月12日  - ヘンドリク・アンドリーセン、オランダの作曲家・オルガン奏者（* 1892年）
- 4月12日  - ジョー・ルイス、アメリカ合衆国のプロボクサー（* 1914年）
- 4月14日 - ウィリアム・ヘンリー・ヴァンダービルト3世、 アメリカ合衆国のロードアイランド州知事、ヴァンダービルト家の一族（* 1901年）
- 4月14日 - イヴァン・ガラミアン、アメリカ合衆国のヴァイオリニスト（* 1903年）
- 4月14日 - セルジオ・アミデイ、イタリアの脚本家、映画プロデューサー（* 1904年）
- 4月15日 - アルフレート・シュラッピ（英語版）、スイスのボブスレー選手（* 1898年）

## （16日 - 30日）

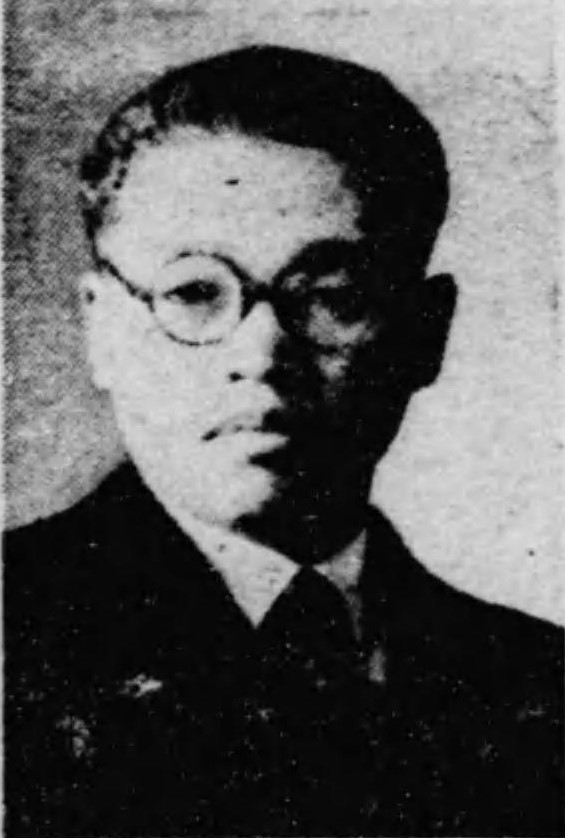
田中久雄／4月29日没

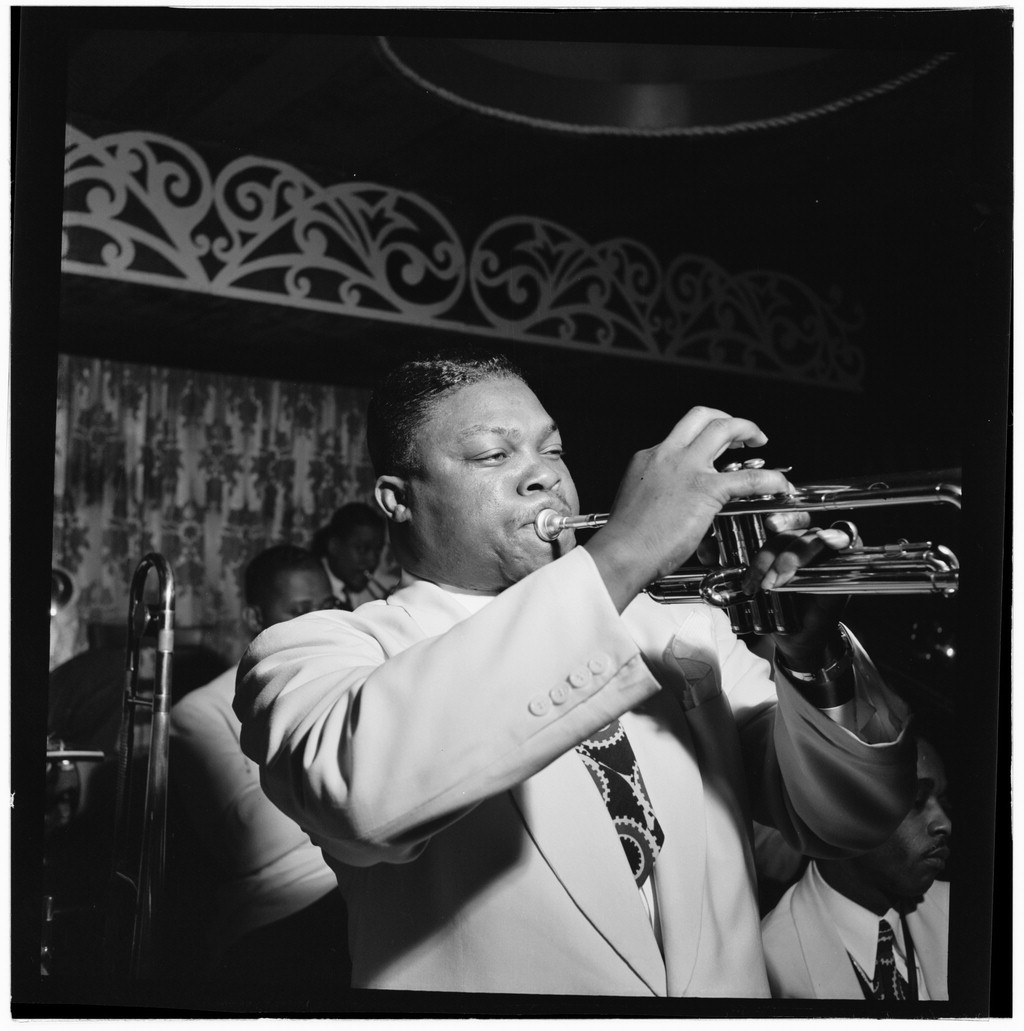
キャット・アンダーソン／4月29日没

- 4月18日 - ジェイムズ・ヘンリー・シュミッツ、アメリカ合衆国のSF作家（* 1911年）
- 4月19日 - 木村幌、日本の声優（* 1933年）
- 4月20日 - 竹内道之助、日本の翻訳家・実業家、三笠書房創業者（* 1902年）
- 4月21日 - オンム・セティ、イギリスのエジプト考古学者（* 1904年）
- 4月21日 - 常盤稔、日本の銀行家、清水銀行元頭取（* 1905年）
- 4月22日 - 北野吉登、日本の実業家、北野建設創業者（* 1895年）
- 4月24日 - 大達信太郎、日本の元大相撲力士【高砂部屋所属】（* 1921年）
- 4月25日 - 西田善一、日本の政治家・実業家。元大津市市長（* 1908年）
- 4月27日 - 曽根康治、日本の柔道家、講道館8段（*1928年）
- 4月28日 - 阿部行蔵、日本の歴史学者・牧師・平和運動家・政治家、東京都立大学教授・第10代東京都立川市長（* 1907年）
- 4月28日 - スティーヴ・カーリー（英語版）、イングランドのベーシスト、T・レックスの元メンバー（* 1947年）
- 4月29日 - 田中久雄、日本の実業家・政治家、衆議院議員・仙台市繊維製品統制組合理事長・元東海航空代表取締役社長（*1905年）
- 4月29日 - キャット・アンダーソン、アメリカ合衆国のジャズトランペット奏者（* 1916年）
- 4月30日 - 村上芳雄、日本の実業家、清水食品元社長（* 1898年）
- 4月30日 - 梅本忠男、日本の報道写真系統の写真家（* 1902年）
- 4月30日 - スネーク奄美、日本の元大相撲力士【井筒部屋所属】・元プロレスラー【国際プロレス所属】（* 1951年）